# Otakar Nožíř
Otakar Nožíř (Ledeč nad Sázavou, 1917. március 12. – Olomouc, 2006. szeptember 2.) csehszlovák válogatott cseh labdarúgó, csatár.

## Pályafutása

### Klubcsapatban
A Sparta Michle csapatában kezdte a labdarúgást. 1934 és 1940 között a Slavia Praha labdarúgója volt, ahol három bajnoki címet szerzett (1934–35, 1936–37, 1939–40). 1938-ban tagja volt a közép-európai kupa győztes együttesnek. 1940 és 1954 között az SK Ololmouc ASO csapatában szerepelt. 1954-ben vonult vissza az aktív labdarúgástól.

### A válogatottban
1946-ban két alkalommal szerepelt a csehszlovák válogatottban. Tagja volt az 1938-as franciaországi világbajnokságon részt vevő csapatnak, de pályára nem lépett a tornán.

## Sikerei, díjai
Slavia Praha
- Csehszlovák bajnokság[2]
  - bajnok: 1934–35, 1936–37, 1939–40
- Közép-európai kupa
  - győztes: 1938